# オール讀物新人賞
オール讀物新人賞（オールよみものしんじんしょう）は、株式会社文藝春秋が発行する小説誌『オール讀物』の公募新人賞である。
1952年に設置された。当初の名前はオール新人杯であり、1960年下期の第17回目からオール讀物新人賞に名称を変更。2008年の第88回を前に規定が変更され、オール讀物推理小説新人賞と一本化された。応募枚数は、400字詰原稿用紙50枚以上100枚以内。応募締切は、例年6月20日。『オール讀物』11月号誌上で発表される。賞は、当選作に正賞と賞金50万円が与えられる。応募原稿は、未発表のものに限る。
従来は郵送による応募に限られていたが、2018年の第98回からはWebでも応募の受付を開始した。
2021年の第101回からは、歴史・時代小説に特化したオール讀物歴史時代小説新人賞へリニューアルした。

## 受賞作一覧

### 第1回から第10回
| 回（年）         | 賞   | 受賞者     | 受賞作                     |
| ---------------- | ---- | ---------- | -------------------------- |
| 第1回（1952年）  | 受賞 | 南條範夫   | 「子守りの殿」             |
| 第2回（1953年）  | 受賞 | 八坂龍一   | 「女郎部唄」               |
| 第3回（1953年）  | 受賞 | 白藤茂     | 「亡命記」                 |
| 第4回（1954年）  | 受賞 | 松浦幸男   | 「宝くじ挽歌」             |
| 第5回（1954年）  | 受賞 | 柳田知怒夫 | 「お小人騒動」             |
| 第6回（1955年）  | 受賞 | 池田直彦   | 「二潡港（あるとんかん）」 |
| 第7回（1955年）  | 受賞 | 胡桃沢耕史 | 「壮士再び帰らず」         |
| 第8回（1956年）  | 受賞 | 寺内大吉   | 「黒い旅路」               |
| 第8回（1956年）  | 受賞 | 森葉治     | 「傍流」                   |
| 第9回（1956年）  | 受賞 | 福永令三   | 「赤い鴉」                 |
| 第10回（1957年） | 受賞 | 来水明子   | 「寵臣」                   |

### 第11回から第20回
| 回（年）         | 賞         | 受賞者     | 受賞作                   |
| ---------------- | ---------- | ---------- | ------------------------ |
| 第11回（1957年） | 受賞       | 小田武雄   | 「紙漉風土記」           |
| 第12回（1958年） | 受賞       | 田中敏樹   | 「切腹九人目」           |
| 第13回（1958年） | 受賞       | 酒井健亀   | 「窮鼠の眼」             |
| 第14回（1959年） | 受賞       | 高橋達三   | 「匙（ローシカ）」       |
| 第15回（1959年） | 受賞       | 滝口康彦   | 「綾尾内記覚書」         |
| 第16回（1960年） | 受賞       | 幸川牧生   | 「懸命の地」             |
| 第17回（1960年） | 受賞       | 中村光至   | 「白い紐」               |
| 第18回（1961年） | 受賞作なし | 受賞作なし | 受賞作なし               |
| 第19回（1961年） | 受賞       | 野火鳥夫   | 「灌木（ブッシュ）の唄」 |
| 第20回（1962年） | 受賞       | 稲垣史生   | 「花の御所」             |

### 第21回から第30回
| 回（年）         | 賞         | 受賞者     | 受賞作             |
| ---------------- | ---------- | ---------- | ------------------ |
| 第21回（1962年） | 受賞       | 原田八束   | 「落暉伝」         |
| 第22回（1963年） | 受賞       | 武田八洲満 | 「大事」           |
| 第22回（1963年） | 受賞       | 早崎慶三   | 「紐付きの恩賞」   |
| 第23回（1963年） | 受賞作なし | 受賞作なし | 受賞作なし         |
| 第23回（1963年） | 受賞辞退   | 原英作     | 「星のない男たち」 |
| 第24回（1964年） | 受賞       | 明田鉄男   | 「月明に飛ぶ」     |
| 第25回（1964年） | 受賞       | 中川静子   | 「幽囚転転」       |
| 第26回（1965年） | 受賞       | 今村了介   | 「蒼天」           |
| 第27回（1965年） | 受賞       | 富永滋人   | 「ぼてこ陣屋」     |
| 第28回（1966年） | 受賞       | 菅野照代   | 「ふくさ」         |
| 第29回（1966年） | 受賞       | 山村直樹   | 「破門の記」       |
| 第30回（1967年） | 受賞       | 土井稔     | 「隣家の律儀者」   |

### 第31回から第40回
| 回（年）         | 賞         | 受賞者     | 受賞作           |
| ---------------- | ---------- | ---------- | ---------------- |
| 第31回（1967年） | 受賞作なし | 受賞作なし | 受賞作なし       |
| 第32回（1968年） | 受賞       | 豊田行二   | 「示談書」       |
| 第33回（1968年） | 受賞       | 川崎敬一   | 「麦の虫」       |
| 第33回（1968年） | 受賞       | 高森真士   | 「兇器」         |
| 第34回（1969年） | 受賞       | 黒岩竜太   | 「裏通りの炎」   |
| 第34回（1969年） | 受賞       | 会田五郎   | 「チンチン踏切」 |
| 第35回（1969年） | 受賞       | 前田豊     | 「川の終り」     |
| 第36回（1970年） | 受賞       | 古屋甚一   | 「潮の齢」       |
| 第37回（1970年） | 受賞       | 稲村格     | 「はしか犬」     |
| 第38回（1971年） | 受賞       | 藤沢周平   | 「溟い海」       |
| 第39回（1971年） | 受賞       | 石井博     | 「老人と猫」     |
| 第40回（1972年） | 受賞       | 平忠夫     | 「真夜中の少年」 |
| 第40回（1972年） | 受賞       | 難波利三   | 「地虫」         |

### 第41回から第50回
| 回（年）         | 賞         | 受賞者     | 受賞作                     |
| ---------------- | ---------- | ---------- | -------------------------- |
| 第41回（1972年） | 受賞       | 川村久志   | 「土曜の夜の狼たち」       |
| 第42回（1973年） | 受賞作なし | 受賞作なし | 受賞作なし                 |
| 第43回（1973年） | 受賞       | 中林亮介   | 「梔子の草湯」             |
| 第43回（1973年） | 受賞       | 葉狩哲     | 「俺達のさよなら」         |
| 第44回（1974年） | 受賞       | 榊原直人   | 「仏の城」                 |
| 第45回（1974年） | 受賞       | 醍醐麻沙夫 | 「「銀座」と南十字星」     |
| 第46回（1975年） | 受賞       | 楢山芙二夫 | 「ニューヨークのサムライ」 |
| 第46回（1975年） | 受賞       | 相沢武夫   | 「戊辰瞽女唄」             |
| 第47回（1975年） | 受賞       | 加野厚志   | 「天国の番人」             |
| 第48回（1976年） | 受賞       | 小野紀美子 | 「喪服のノンナ」           |
| 第48回（1976年） | 受賞       | 瀬山寛二   | 「青い航跡」               |
| 第49回（1976年） | 受賞       | 桐部次郎   | 「横須賀線にて」           |
| 第49回（1976年） | 受賞       | 山口四郎   | 「たぬきの戦場」           |
| 第50回（1977年） | 受賞       | 軒上泊     | 「九月の町」               |

### 第51回から第60回
| 回（年）         | 賞   | 受賞者     | 受賞作                         |
| ---------------- | ---- | ---------- | ------------------------------ |
| 第51回（1977年） | 受賞 | 堀和久     | 「享保貢象始末」               |
| 第51回（1977年） | 受賞 | 小松重男   | 「年季奉公」                   |
| 第52回（1978年） | 受賞 | 小堀新吉   | 「兄ちゃんを見た」             |
| 第52回（1978年） | 受賞 | 黒沢いづ子 | 「かべちょろ」                 |
| 第53回（1978年） | 受賞 | 原田太朗   | 「鶏と女と土方」               |
| 第53回（1978年） | 受賞 | 恢余子     | 「二人妻」                     |
| 第54回（1979年） | 受賞 | 澤哲也     | 「船霊(ぶなだま)」             |
| 第54回（1979年） | 受賞 | 岡田信子   | 「ニューオーリンズ・ブルース」 |
| 第55回（1979年） | 受賞 | 佐々木譲   | 「鉄騎兵、跳んだ」             |
| 第56回（1980年） | 受賞 | 大久保智曠 | 「百合野通りから」             |
| 第56回（1980年） | 受賞 | 佐野文哉   | 「北斎の弟子」                 |
| 第57回（1980年） | 受賞 | 寺林峻     | 「幕切れ」                     |
| 第58回（1981年） | 受賞 | 吉村正一郎 | 「石上草心の生涯」             |
| 第59回（1981年） | 受賞 | 海庭良和   | 「ハーレムのサムライ」         |
| 第60回（1982年） | 受賞 | 佐野寿人   | 「タイアップ屋さん」           |
| 第60回（1982年） | 受賞 | 村越英文   | 「だから言わないコッチャナイ」 |

### 第61回から第70回
| 回（年）         | 賞         | 受賞者     | 受賞作                 |
| ---------------- | ---------- | ---------- | ---------------------- |
| 第61回（1982年） | 受賞       | 竹田真砂子 | 「十六夜に」           |
| 第61回（1982年） | 受賞       | 森一彦     | 「シャモ馬鹿」         |
| 第62回（1983年） | 受賞       | 城島明彦   | 「けさらんぱさらん」   |
| 第62回（1983年） | 受賞       | 二取由子   | 「眠りの前に」         |
| 第63回（1983年） | 受賞作なし | 受賞作なし | 受賞作なし             |
| 第64回（1984年） | 受賞       | 三宅孝太郎 | 「夕映え河岸」         |
| 第65回（1985年） | 受賞       | 桐生悠三   | 「チェストかわら版」   |
| 第66回（1986年） | 受賞       | 渡辺真理子 | 「鬼灯市」             |
| 第67回（1987年） | 受賞       | 味尾長太   | 「ジャパゆき梅子」     |
| 第68回（1988年） | 受賞       | 崎村亮介   | 「軟弱なからし明太子」 |
| 第69回（1989年） | 受賞       | 高橋和島   | 「十三姫子が菅を刈る」 |
| 第70回（1990年） | 受賞       | 大江いくの | 「制服」               |

### 第71回から第80回
| 回（年）         | 賞   | 受賞者     | 受賞作                             |
| ---------------- | ---- | ---------- | ---------------------------------- |
| 第71回（1991年） | 受賞 | 大内曜子   | 「光の戦士たち」                   |
| 第72回（1992年） | 受賞 | 高橋直樹   | 「尼子悲話」                       |
| 第72回（1992年） | 受賞 | 月足亮     | 「北風のランナー」                 |
| 第73回（1993年） | 受賞 | 高木功     | 「6000フィートの夏」               |
| 第74回（1994年） | 受賞 | 片野喜章   | 「寛政見立番付」                   |
| 第75回（1995年） | 受賞 | 宇江佐真理 | 「幻の声」                         |
| 第76回（1996年） | 受賞 | 乙川優三郎 | 「藪燕」                           |
| 第77回（1997年） | 受賞 | 山本一力   | 「蒼龍」                           |
| 第78回（1998年） | 受賞 | 三咲光郎   | 「大正四年の狙撃手（スナイパー）」 |
| 第79回（1999年） | 受賞 | 平安寿子   | 「素晴らしい一日」                 |
| 第80回（2000年） | 受賞 | 大西幸     | 「相思花」                         |
| 第80回（2000年） | 受賞 | 三田完     | 「櫻川イワンの恋」                 |

### 第81回から第90回
| 回（年）         | 賞   | 受賞者     | 受賞作                             |
| ---------------- | ---- | ---------- | ---------------------------------- |
| 第81回（2001年） | 受賞 | 山本恵子   | 「夫婦（めおと）鯉」               |
| 第82回（2002年） | 受賞 | 桜木紫乃   | 「雪虫」                           |
| 第83回（2003年） | 受賞 | 志川節子   | 「七転び」                         |
| 第83回（2003年） | 受賞 | 竹村肇     | 「パパの分量」                     |
| 第84回（2004年） | 受賞 | 永田俊也   | 「ええから加減」                   |
| 第85回（2005年） | 受賞 | 野田栄二   | 「黄砂吹く」                       |
| 第86回（2006年） | 受賞 | 乾ルカ     | 「夏光」                           |
| 第86回（2006年） | 受賞 | 小野寺史宜 | 「裏へ走り蹴り込め」               |
| 第87回（2007年） | 受賞 | 奥山景布子 | 「平家蟹異聞」                     |
| 第87回（2007年） | 受賞 | 島崎ひろ   | 「飛べないシーソー」               |
| 第88回（2008年） | 受賞 | 坂井希久子 | 「虫のいどころ」                   |
| 第88回（2008年） | 受賞 | 柚木麻子   | 「フォーゲットミー、ノットブルー」 |
| 第89回（2009年） | 受賞 | 緒川莉々子 | 「モモタン」                       |
| 第89回（2009年） | 受賞 | 森屋寛治   | 「オデカケ」                       |
| 第90回（2010年） | 受賞 | 立花水馬   | 「虫封じ〼（マス）」               |

### 第91回から第100回
| 回（年）          | 賞   | 受賞者     | 受賞作                        |
| ----------------- | ---- | ---------- | ----------------------------- |
| 第91回（2011年）  | 受賞 | 佐藤巖太郎 | 「夢幻の扉」                  |
| 第92回（2012年）  | 受賞 | 木下昌輝   | 「宇喜多の捨て嫁」            |
| 第93回（2013年）  | 受賞 | 香月夕花   | 「水に立つ人」                |
| 第93回（2013年）  | 受賞 | 平岡陽明   | 「松田さんの181日」           |
| 第94回（2014年）  | 受賞 | 榛野文美   | 「花村凜子の傘」              |
| 第95回（2015年）  | 受賞 | 松田幸緒   | 「中庭に面した席」            |
| 第96回（2016年）  | 受賞 | 佐々木愛   | 「ひどい句点」                |
| 第96回（2016年）  | 受賞 | 嶋津輝     | 「姉といもうと」              |
| 第97回（2017年）  | 受賞 | 三本雅彦   | 「新芽」                      |
| 第98回（2018年）  | 受賞 | 榛原浩     | 「母喰鳥」                    |
| 第99回（2019年）  | 受賞 | 由原かのん | 「首侍（くびざむらい）」      |
| 第100回（2020年） | 受賞 | 高瀬乃一   | 「をりをり よみ耽（ふけ）り」 |

### 第101回から第110回
| 回（年）          | 賞   | 受賞者   | 受賞作                               |
| ----------------- | ---- | -------- | ------------------------------------ |
| 第101回（2021年） | 受賞 | 出崎哲弥 | 「装束（しょうぞく）ゑの木（き）」   |
| 第102回（2022年） | 受賞 | 米原信   | 「盟（かみかけて）信（しん）が大切」 |
| 第103回（2023年） | 受賞 | 小林尋   | 「かはゆき、道賢（どうけん）」       |
| 第104回（2024年） | 受賞 | 和泉久史 | 「佐吉の秩序」                       |

## 選考委員
- 第1回 - 3回：久生十蘭、村上元三、井上靖、源氏鶏太、檀一雄
- 第4回 - 6回：尾崎士郎、高見順、小山いと子、井上友一郎、亀井勝一郎
- 第7回 - 9回：海音寺潮五郎、大岡昇平、柴田錬三郎、河盛好蔵、火野葦平
- 第10回 - 12回：吉田健一、梅崎春生、今日出海、富田常雄、濱本浩
- 第13回 - 15回：円地文子、有馬頼義、戸川幸夫、山本健吉、松本清張
- 第16回 - 19回：阿川弘之、十返肇、角田喜久雄、新田次郎、南條範夫
- 第20回 - 23回：石原慎太郎、亀井、柴田錬三郎、山手樹一郎、飯沢匡
- 第24回 - 27回：円地、司馬遼太郎、杉森久英、富田、藤原審爾
- 第28回：飯沢、水上勉、山岡荘八、柴田、曽野綾子
- 第29回：飯沢、曽野、城山三郎、五味康祐、山岡
- 第30回 - 32回：飯沢、曽野、山口瞳、五味、山岡
- 第33回 - 36回：近藤啓太郎、黒岩重吾、新田、池波正太郎、瀬戸内晴美
- 第37回 - 40回：遠藤周作、駒田信二、南條、立原正秋、曽野
- 第41回 - 44回：川上宗薫、笹沢左保、陳舜臣、佐藤愛子、三浦哲郎
- 第45回 - 48回：伊藤桂一、黒岩、駒田、吉村昭、井上ひさし
- 第49回 - 52回：井上、城山、藤沢周平、古山高麗雄、山田風太郎
- 第53回 - 62回：井上、藤沢、古山、小松左京、渡辺淳一
- 第63回 - 66回：井上、笹沢左保、藤沢、古山、渡辺
- 第67回 - 70回：阿刀田高、笹沢、深田祐介、村松友視
- 第71回 - 75回：阿刀田、白石一郎、深田、村松
- 第76回 - 78回：白石、深田、村松、藤堂志津子
- 第79回：浅田次郎、白石、高橋義夫、藤堂、林真理子
- 第80回：浅田、伊集院静、高橋、藤堂、林
- 第81回：浅田、伊集院、桐野夏生、高橋、藤堂
- 第82回 - 83回：浅田、伊集院、桐野、小池真理子、高橋
- 第84回 - 85回：伊集院、桐野、重松清、小池、佐藤雅美
- 第86回 - 87回：伊集院、桐野、小池、重松、杉本章子
- 第88回 - 91回：石田衣良、重松、篠田節子、杉本、山本一力
- 第92回：佐々木譲、篠田、白石一文、森絵都、山本
- 第93回 - 94回：宇江佐真理、佐々木、白石、乃南アサ、森
- 第95回 - 96回：池井戸潤、宇江佐、佐々木、乃南、森
- 第97回：安部龍太郎、有栖川有栖、池井戸、乃南、村山由佳
- 第98回 - 99回：安部、有栖川、門井慶喜、乃南、村山
- 第100回：安部、有栖川、門井、村山
- 第101回 -：安部、門井、畠中恵